# Rattus enganus
Rattus enganus es una especie de roedor de la familia Muridae. Está en peligro crítico.

## Distribución geográfica
Es endémica de la isla de Enggano en Indonesia.